# Ernest F. Acheson

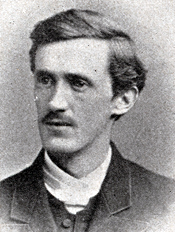
Ernest F. Acheson (1896)

Ernest Francis Acheson (* 19. September 1855 in Washington, Pennsylvania; † 16. Mai 1917 ebenda) war ein US-amerikanischer Politiker. Zwischen 1895 und 1909 vertrat er den Bundesstaat Pennsylvania im US-Repräsentantenhaus.

## Werdegang
Ernest Acheson besuchte die öffentlichen Schulen seiner Heimat sowie das Washington & Jefferson College, das er im Jahr 1875 absolvierte. Nach einem anschließenden Jurastudium und seiner 1877 erfolgten Zulassung arbeitete er bis 1879 als Rechtsanwalt. Danach wurde er im Zeitungsgeschäft tätig. Er erwarb den Washington Weekly Observer, den er selbst herausgab. Im Jahr 1889 machte er aus dieser Wochenzeitung eine Tageszeitung. Im Januar 1893 wurde er Präsident der Verlegervereinigung Pennsylvania Editorial Association und im Juni desselben Jahres wurde er Sekretär bei der entsprechenden Bundesvereinigung. Von 1894 bis 1917 war er Kurator des Washington & Jefferson College.
Politisch schloss sich Acheson der Republikanischen Partei an. In den Jahren 1884 und 1896 nahm er als Delegierter an den jeweiligen Republican National Conventions teil. Bei den Kongresswahlen des Jahres 1894 wurde er im 24. Wahlbezirk von Pennsylvania in das US-Repräsentantenhaus in Washington, D.C. gewählt, wo er am 4. März 1895 die Nachfolge des Demokraten William Allen Sipe antrat. Nach sechs Wiederwahlen konnte er bis zum 3. März 1909 sieben Legislaturperioden im Kongress absolvieren. In diese Zeit fiel der Spanisch-Amerikanische Krieg von 1898.
Im Jahr 1908 wurde Acheson von seiner Partei nicht mehr zur Wiederwahl nominiert. Nach dem Ende seiner Zeit im US-Repräsentantenhaus betätigte er sich weiterhin im Zeitungsgeschäft. 1912 zog er sich in den Ruhestand zurück. Er starb am 16. Mai 1917 in seiner Heimatstadt Washington, wo er auch beigesetzt wurde.